# М-63 Пламен
М-63 Пламен је југословенски вучни вишецевни бацач ракета 128 мм са 32 лансирне цеви и брзоротирајућом ракетом домета 8,6 км. Увођењем овог средства 1963. године, ЈНА је у то време била једна од ретких која је имала сопствени вишецевни артиљеријски систем са карактеристикама које су биле на нивоу најбољих. На бази ракете ПЛАМЕН конципиран је лаки партизански бацач ракета ЛРЛ М-71/85.

## Развој
Истраживачки и развојни рад у области ракетне технике у Југославији започео је 1955. године, кроз задатак замене горива за авионски стартни ракетни мотор ЈАТО и развој невођене вежбовне ракете ваздух-земља 57 мм, да би три године касније, 1. септембра 1958. године био формиран Ракетни институт као потреба за развој ракетног наоружања. Започео се рад на развоју два пројекта у области вођених ракета: експерименталне двостепене ракете земља-ваздух ВУЛКАН домета 30 км, са маршевским мотором на течно гориво, и противоклопне ракете прве генерације СКАКАВАЦ домета 1600 м. Рад на овим пројектима завршен је на полигонским испитивањима која су резултирала на оснивању лабораторија и опремање полигона за будућа истраживања у области ракетне технике.
Осим рада на вођеним ракетама стручњаци Института на челу са Обрадом Вучуровићем започели су развој ракетног система невођених пројектила 1958, а пројекат је успешно завршен 1963. године, када је ЈНА наручила прототипску верзију вишецијевног лансера ракета М63 Пламен и нулту серију ракета Пламен-А. Касније је развијена ракета Пламен-Б са новом бојевом главом и повећаним ефектом на циљу, као и ракета Пламен-С повећаног домета. Серијска производња лансера ПЛАМЕН остварена је у предузећу „Братство Нови Травник" док је серијска производња невођених ракета „М63 Пламен А" домета 8,6 км остварена у предузећу „Крушик Ваљево".

## Опис
Вишецевни бацач ракета М63 Пламен је намењен за ватрену подршку јединицама на бојишту, извођењем снажних и изненадних ватрених удара по непријатељској живој сили и неоклопљеним борбеним средствима у подручјима прикупљања или ваздушног десанта. Може се користити и против других просторних и неутврђених циљева великих размера као што су позадинске базе, аеродроми, индустријска постројења, командна седишта, чворишта везе, складишта и сл. Систем Пламен има 32 цеви калибра 128 мм из којих испаљује ракете на удаљеност до 8545 м (12500 м - Пламен-С). Ефект ракете на циљ једнак је ефекту хаубичке гранате калибра 105 мм. Пун рафал од 32 пројектила се може испалити за 6,4 или 12,8 или 19,2 секунди. Бацач је постављен на једноосовинску приколицу коју могу вући возила са куком висине 800 мм. На возилу се транспортује и резервно пуњење ракета, тако да борбени комплет лансера износи укупно 64 пројектила. Систем опслужује 6 војника.
Следећи систем у развоју ове врсте оружја је вишецевни ракетни систем ОГАЊ, домета 20 км, снажно средство за ватрену подршку са највишим нивоом аутоматизације за ову категорију наоружања.

## Модернизација
У фамилији вишецевних лансера ракета значајно место заузимају усавршавања и модификације постојећих система. Уградњом ПЛАМЕНА на возило и савременим модуларним концептом конструкције, стручњаци Института су продужили век употребе првог у серији освојених вишецевних бацача ракета. Вишецевни лансер ракета ПЛАМЕН уграђен на возило знатно побољшава мобилност и аутономност изворног система ВБР 128 мм М63. Он је настао постављањем вучне варијанте лансера на платформу камиона 6x6 ТАМ-150 и уградњом система за блокаду гибњева, систем за елиминисање еластичности оруђа. Из лансирног уређаја са 32 лансирне цеви лансирају се ракете домета 8,6 и 12,6 км. На платформи возила смештено је резервно пуњење од 32 ракете. Систем је као ПЛАМЕН С уведен у наоружање Војске Југославије 1995. године и у наредним годинама налазио се у серијској производњи. У периоду 1996. до 2001. ИМК „14. октобар Крушевац" је финализирао и испоручио Војсци Југославије 60 самоходних лансера.

## Верзије
- М-63 Пламен - Оригинална верзија с 32 цеви калибра 128 мм. Користе се ракете Пламен-А и Пламен-Б (8.540 м).
- М-94 Пламен-С - Ракетни систем постављен на камион ТАМ-150 6x6, произведена у СР Југославији, користи ракете Пламен-Д домета 12,625 км.
- РАК-12 - Хрватска верзија с 12 цеви домета 13 км.
- ЛОВ РАК-24 - Систем с 24 цеви монтиран на ЛОВ.

## Корисници
- Азербејџан
- Босна и Херцеговина
- Грузија
- Кипар
- Македонија
- Србија
- Украјина
- Хрватска